# 平尾道雄
平尾 道雄（ひらお みちお、1900年（明治33年）9月3日 - 1979年（昭和54年）5月17日）は、日本の歴史家、郷土史家。旧姓・井上。1923年、祖母の家を継いで平尾に改姓した。

## 来歴
長崎県天草島で熊本県警部、井上作郎の五男として生まれた。父が退職し高知県土佐郡初月村（現高知市）に帰郷。1918年、県立中学海南学校（現高知県立高知小津高等学校）を卒業。東京芝専売支局に就職。1920年東京代々木の山内家家史編修所に入る。日本大学宗教科に学んだが中退、以来半世紀にわたり、土佐藩史、特にその幕末維新史の研究で多くの著述がある。1953年高知県文化賞、1958年四国文化賞受賞。高知新聞社嘱託。四国学院大学教授も務めた。

## 著書
- 『新撰組史』私家版、1928
- 『坂本龍馬 海援隊始末』万里閣書房、1929 
  - 『坂本龍馬 海援隊始末記』白竜社 1968、中公文庫 1979、改版2009
- 『維新暗殺秘録』民友社、1930、改訂版・新人物往来社 1967、河出文庫 1990、講談社学術文庫、2025
- 『子爵谷干城伝』富山房、1935年。 NCID BN06350612。全国書誌番号:46092547。
  - 『子爵谷干城伝』象山社、1981年9月。doi:10.11501/12196071。全国書誌番号:81047469。
- 『吉村虎太郎 天誅組烈士』大道書房、1941
- 『維新戦史録』秋津書房、1942
- 『新撰組史録』育英書院、1942
  - 『定本 新撰組史録』新人物往来社、1977、新版2003
- 『陸援隊始末記』大日本出版社峯文荘、1942 
  - 『中岡慎太郎 陸援隊始末記』白竜社 1966、中公文庫 1977
  - 『陸援隊始末記―中岡慎太郎』（改版）中央公論新社〈中公文庫〉、2010年1月25日。ISBN 978-4-12-205274-1。
- 『坂本龍馬・中岡慎太郎』地人書館 維新勤皇遺文選書、1943
- 『武市瑞山と土佐勤王党』大日本出版社峯文荘、1943
- 『容堂公記伝』大日本出版社峯文荘、1943
- 『奇兵隊史録』河出書房、1944
- 『高知藩財政史』高知市立市民図書館、1953
- 『土佐人物抄記』高知市 郷土叢書、1953
- 『土佐農民一揆史考』高知市立市民図書館 市民叢書、1953
- 『土佐の歴史』高知市 郷土叢書、1953
- 『土佐藩漁業経済史』高知市立市民図書館 市民叢書、1955
- 『立志社と民権運動』高知市立市民図書館 市民新書、1955
- 『土佐異聞録』高知市 観光叢書、1956
- 『土佐藩林業経済史』高知市立市民図書館 市民叢書、1956
- 『土佐藩工業経済史』高知市立市民図書館 市民叢書、1957
- 『土佐藩農業経済史』高知市立市民図書館 市民叢書、1958
- 『維新経済史の研究』高知市立市民図書館 近世土佐藩経済史研究、1959
- 『吉田東洋』吉川弘文館（人物叢書）、1959、新版1989
- 『土佐藩商業経済史』高知市立市民図書館 市民叢書、1960
- 『土佐武道史話』高知新聞社 高新シリーズ、1961
- 『山内容堂』吉川弘文館（人物叢書）、1961、新版1987
- 『近世社会史考』高知市立市民図書館 市民叢書、1962
- 『土佐藩郷士記録』高知市立市民図書館 市民叢書、1964
- 『土佐藩』吉川弘文館 日本歴史叢書、1965、新版1995
- 『日本の武将 長宗我部元親』人物往来社、1966
- 『龍馬のすべて』久保書店 1966、高知新聞社 1985、新版2009
- 『自由民権の系譜 土佐派の場合』高知市民図書館、1970
- 『野中兼山と其の時代』高知県文教協会、1970
- 『戊辰戦争史』岬書房、1971
- 『間崎滄浪 殉国の詩人』間崎滄浪先生遺徳顕彰会、1972
- 『安履亭文書 野中婉の手紙』高知市民図書館、1973
- 『無形板垣退助』高知新聞社、1974
- 『清水真澄伝』高知市民図書館、1975
- 『歴史の森』高知市民図書館、1976
- 『土佐医学史考』高知市民図書館、1977
- 『戊辰戦争』新人物往来社、1978
- 『平尾道雄選集』全4巻 高知新聞社、1979 - 1980
  - 1土佐・維新回顧録、2土佐・庶民史話、3土佐・人と風土、4土佐・武道と仇討ち
- 『青年の風雪』高知新聞社 高新ふるさと文庫、1981
- 『図説土佐の歴史』講談社、1982
- 『明治維新と坂本龍馬』新人物往来社、1985

### 編著
- 『坂本龍馬のすべて』編 新人物往来社、1979
- 『土佐群書集成 容堂公遺翰』編 高知市立市民図書館、1966
- 『土佐維新史料』編 高知市民図書館 史料平尾文庫、1990 - 97

翻訳
- マリアス・B.ジャンセン『坂本竜馬と明治維新』浜田亀吉共訳、時事通信社、1965、度々新版

## 親族
- 兄 井上貞衛（陸軍中将）[3]